# Vaŭkavysk
Vaŭkavysk (bělorusky Ваўкавыск, litevsky Valkaviskas, rusky Волковыск – Volkovysk, polsky Wołkowysk) je město v Hrodenské oblasti v Bělorusku. K roku 2015 měl zhruba čtyřiačtyřicet tisíc obyvatel.

## Poloha a doprava
Vaŭkavysk leží uprostřed trojúhelníku mezi Hrodnou, Brestem a Baranavičy na řece Rosi, levém přítoku Němenu. Od bělorusko-polské hranice a tedy i od hranice Evropské unie je vzdálen přibližně čtyřicet kilometrů východně.
Přes město vede místní železniční trať Baranavičy – Hrodna a silnice z Baranavičy do Białystoku v Polsku.

## Dějiny
První zmínka o městě je z roku 1005.

### Rodáci
- David Janowski (1868–1927), francouzský šachista
- Zerach Warhaftig (1906–2002), izraelský právník a politik